# Siamanthus siliquosus
Siamanthus siliquosus är en enhjärtbladig växtart som beskrevs av Kai Larsen och J.Mood. Siamanthus siliquosus ingår i släktet Siamanthus och familjen Zingiberaceae. Inga underarter finns listade i Catalogue of Life.